# Желос
Жело́с (фр. Gelos) — коммуна во Франции, находится в регионе Аквитания. Департамент — Атлантические Пиренеи. Входит в состав кантона По-4. Округ коммуны — По.
Код INSEE коммуны — 64237.

## География

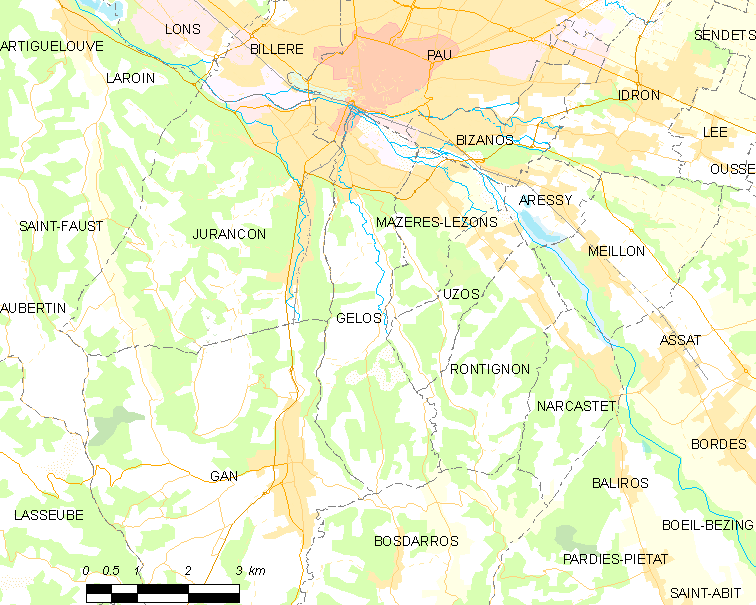
Карта коммуны

Коммуна расположена приблизительно в 660 км к югу от Парижа, в 175 км южнее Бордо, в 2 км к югу от По.
По территории коммуны протекают реки Гав-де-По и Суст.

### Климат
Климат тёплый океанический. Зима мягкая, средняя температура января — от +5°С до +13°С, температуры ниже −10 °C бывают редко. Снег выпадает около 15 дней в году с ноября по апрель. Максимальная температура летом порядка 20-30 °C, выше 35 °C бывает очень редко. Количество осадков высокое, порядка 1100 мм в год. Характерна безветренная погода, сильные ветры очень редки.

## Население
Население коммуны на 2010 год составляло 3656 человек.
| 1962 | 1968 | 1975 | 1982 | 1990 | 1999 | 2010 |
| ---- | ---- | ---- | ---- | ---- | ---- | ---- |
| 2724 | 3367 | 3161 | 3148 | 3529 | 3665 | 3656 |

## Администрация
| Период | Период | Фамилия      | Партия        | Примечания |
| ------ | ------ | ------------ | ------------- | ---------- |
| 1953   | 1959   | Анри Лаказ   |               |            |
| 1959   | 1966   | Морис Перу   |               |            |
| 1966   | 1971   | Анри Фанфель |               |            |
| 1971   | 2014   | Андре Кастро | Разные правые |            |
| 2014   | 2020   | Паскаль Мора |               |            |

## Экономика
В 2010 году среди 2333 человек трудоспособного возраста (15-64 лет) 1696 были экономически активными, 637 — неактивными (показатель активности — 72,7 %, в 1999 году было 69,6 %). Из 1696 активных жителей работали 1461 человек (755 мужчин и 706 женщин), безработных было 235 (129 мужчин и 106 женщин). Среди 637 неактивных 218 человек были учениками или студентами, 231 — пенсионерами, 188 были неактивными по другим причинам.

## Достопримечательности
- Церковь Св. Михаила (XIX век)[9]
- Национальный конный завод (1784 год). Исторический памятник с 2011 года[10]

## Фотогалерея

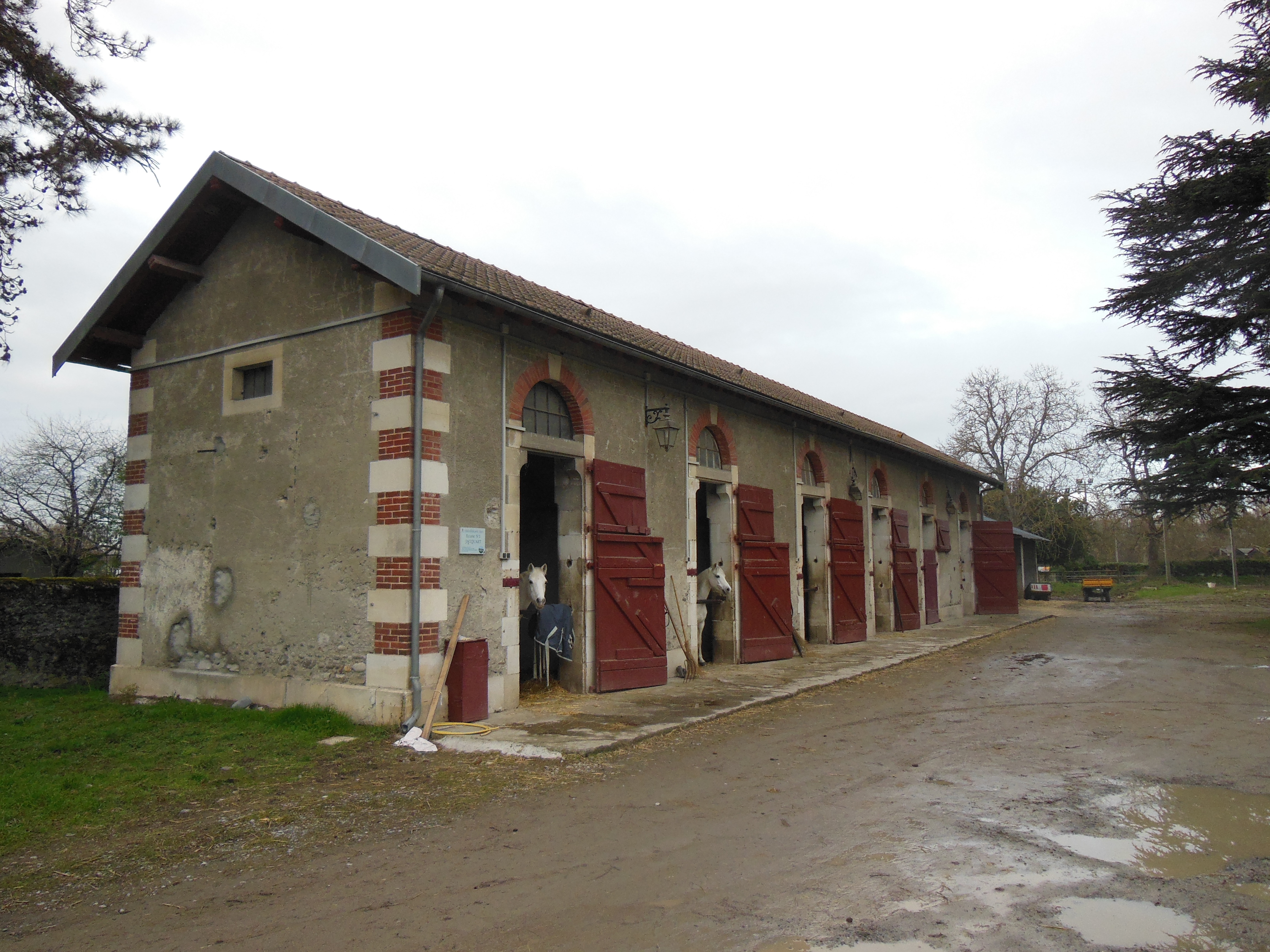
Национальный конный завод
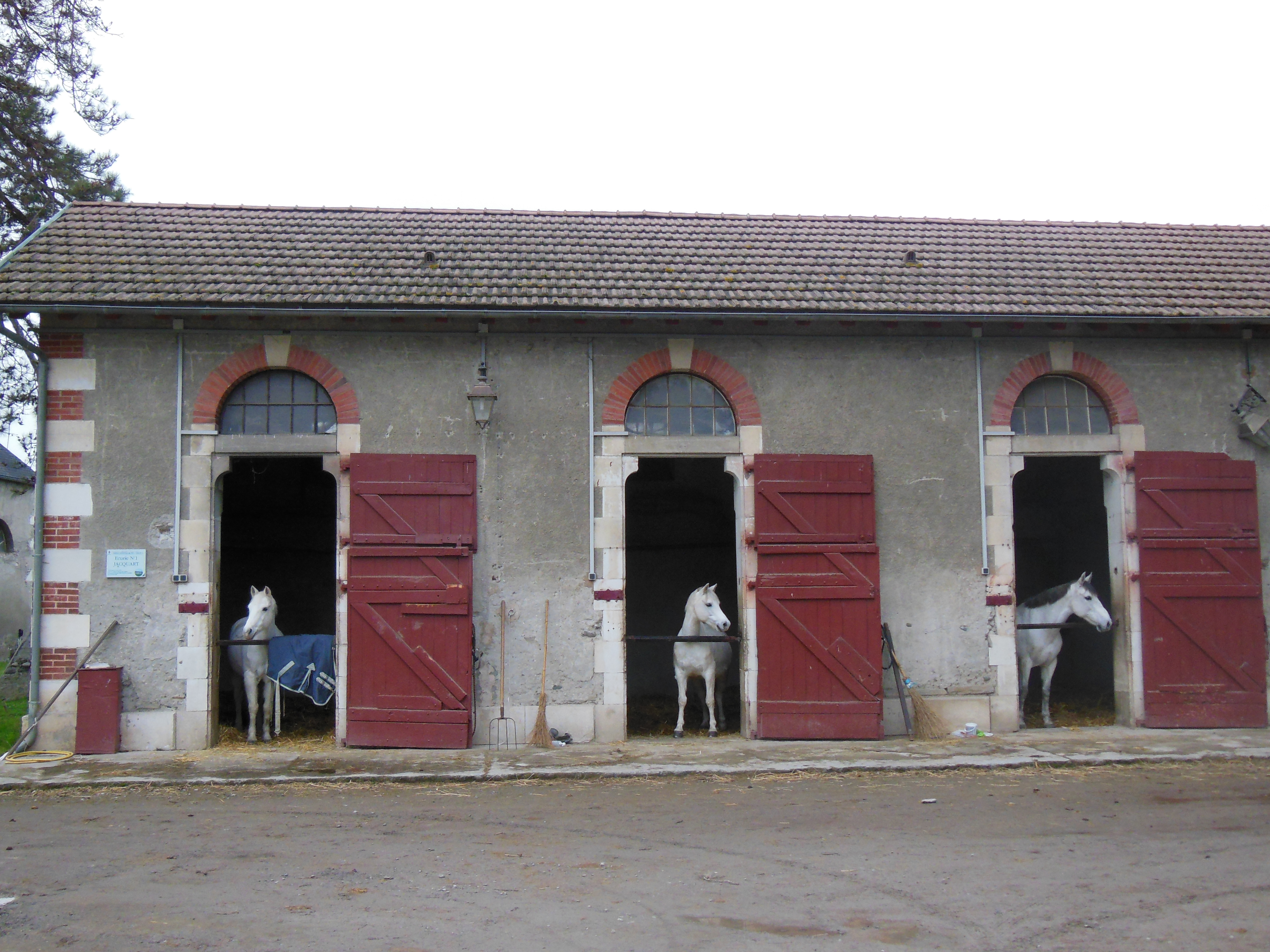
Национальный конный завод
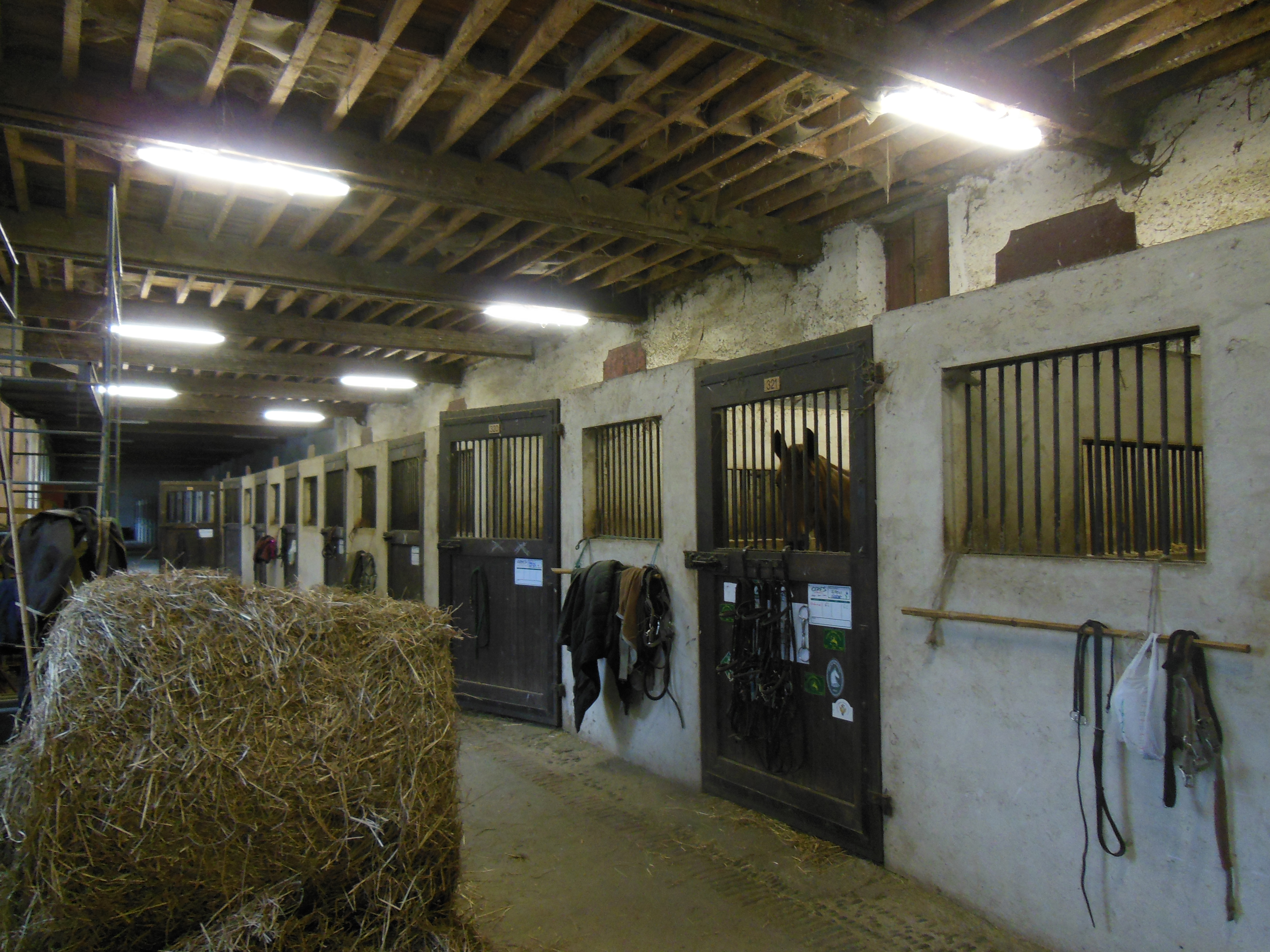
Национальный конный завод